# Gene Mayer
Gene Mayer (* 11. April 1956 in Flushing, New York City) ist ein ehemaliger US-amerikanischer Tennisspieler.
Der Rechtshänder gewann in seiner Karriere 14 Einzel- und 15 Doppeltitel. Er spielte Vorhand und Rückhand beidhändig und erreichte seine beste Platzierung auf der ATP-Weltrangliste am 6. Oktober 1980 mit Platz 4.

## Karriere
Mayer wuchs in Wayne im US-Bundesstaat New Jersey auf und spielte an der örtlichen Wayne Valley High School Tennis. Während seiner zweijährigen Zugehörigkeit zur Tennis-Schulmannschaft blieb er ungeschlagen.
Zwischen 1982 und 1983 bestritt er insgesamt drei Begegnungen für die US-amerikanische Davis-Cup-Mannschaft. Von seinen sechs Partien im Einzel gewann er vier.
2005 wurde er in die Naussau County Sports Hall of Fame aufgenommen.
Sein älterer Bruder Sandy war ebenfalls Tennisprofi, dieser erreichte seine beste Weltranglistenplatzierung mit Position 7 im Jahr 1982. Die beiden trafen 1981 im Finale der Stockholm Open aufeinander; zusammen gewannen sie fünf Doppelturniere, darunter 1979 die French Open.

## Erfolge

### Einzel

#### Turniersiege
| Nr. | Datum              | Turnier         | Belag         | Finalgegner     | Ergebnis           |
| --- | ------------------ | --------------- | ------------- | --------------- | ------------------ |
| 1.  | 16. April 1978     | Guadalajara     | Sand          | John Newcombe   | 6:3, 6:4           |
| 2.  | 4. November 1979   | Köln            | Hartplatz (i) | Wojciech Fibak  | 6:3, 3:6, 6:1      |
| 3.  | 24. Februar 1980   | Denver (1)      | Teppich (i)   | Victor Amaya    | 6:2, 6:2           |
| 4.  | 23. März 1980      | Metz            | Hartplatz (i) | Gianni Ocleppo  | 6:3, 6:3, 6:0      |
| 5.  | 20. April 1980     | Los Angeles (1) | Hartplatz     | Brian Teacher   | 6:3, 6:2           |
| 6.  | 17. August 1980    | Cleveland (1)   | Hartplatz     | Victor Amaya    | 6:2, 6:1           |
| 7.  | 29. September 1980 | San Francisco   | Teppich (i)   | Eliot Teltscher | 6:2, 2:6, 6:1      |
| 8.  | 1. März 1981       | Memphis         | Teppich (i)   | Roscoe Tanner   | 6:2, 6:4           |
| 9.  | 8. März 1981       | Denver (2)      | Teppich (i)   | John Sadri      | 6:4, 6:4           |
| 10. | 16. August 1981    | Cleveland (2)   | Hartplatz     | Dave Siegler    | 6:1, 6:4           |
| 11. | 8. November 1981   | Stockholm       | Hartplatz (i) | Sandy Mayer     | 6:4, 6:2           |
| 12. | 23. Mai 1982       | München         | Sandplatz     | Peter Elter     | 3:6, 6:3, 6:2, 6:1 |
| 13. | 20. März 1983      | Rotterdam       | Hartplatz (i) | Guillermo Vilas | 6:1, 7:6           |
| 14. | 17. April 1983     | Los Angeles (2) | Hartplatz     | Johan Kriek     | 7:6, 6:1           |

#### Finalteilnahmen
| Nr. | Datum              | Turnier       | Belag         | Finalgegner     | Ergebnis           |
| --- | ------------------ | ------------- | ------------- | --------------- | ------------------ |
| 1.  | 19. September 1976 | Bermuda       | Sand          | Cliff Richey    | 6:7, 2:6           |
| 2.  | 22. April 1979     | Houston       | Sand          | José Higueras   | 3:6, 6:2, 6:7      |
| 3.  | 11. November 1979  | Stockholm     | Hartplatz (i) | John McEnroe    | 7:6, 3:6, 3:6      |
| 4.  | 16. März 1980      | Rotterdam (1) | Teppich (i)   | Heinz Günthardt | 2:6, 4:6           |
| 5.  | 20. Juli 1980      | Boston        | Sand          | Eddie Dibbs     | 2:6, 1:6           |
| 6.  | 16. November 1980  | Wembley       | Teppich (i)   | John McEnroe    | 4:6, 3:6, 3:6      |
| 7.  | 22. März 1981      | Rotterdam (2) | Teppich (i)   | Jimmy Connors   | 1:6, 6:2, 2:6      |
| 8.  | 25. April 1982     | Las Vegas     | Hartplatz     | Jimmy Connors   | 2:5 Aufgabe        |
| 9.  | 17. Oktober 1982   | Sydney Indoor | Hartplatz (i) | John McEnroe    | 4:6, 1:6, 4:6      |
| 10. | 20. Februar 1983   | Memphis       | Teppich (i)   | Jimmy Connors   | 5:7, 0:6           |
| 11. | 20. Mai 1984       | München       | Sand          | Libor Pimek     | 4:6, 6:4, 6:7, 4:6 |
| 12. | 22. Juli 1984      | Stuttgart     | Sand          | Henri Leconte   | 6:7, 0:6, 6:1, 1:6 |

### Doppel

#### Turniersiege
| Nr. | Datum            | Turnier          | Belag         | Doppelpartner    | Finalgegner                      | Ergebnis      |
| --- | ---------------- | ---------------- | ------------- | ---------------- | -------------------------------- | ------------- |
| 1.  | 5. Februar 1978  | Mexiko-Stadt     | Teppich (i)   | Sashi Menon      | Marcelo Lara Raúl Ramírez        | 6:3, 7:6      |
| 2.  | 5. März 1978     | Miami            | Teppich (i)   | Tom Gullikson    | Bob Carmichael Brian Teacher     | 7:6, 6:3      |
| 3.  | 23. April 1978   | San José         | Teppich (i)   | Sandy Mayer      | Hank Pfister Brad Rowe           | 6:3, 6:4      |
| 4.  | 11. Juni 1978    | French Open (1)  | Sand          | Hank Pfister     | Manuel Orantes José Higueras     | 6:3, 6:2, 6:2 |
| 5.  | 16. Juli 1978    | Cincinnati       | Sand          | Raúl Ramírez     | Ismail El Shafei Brian Fairlie   | 6:3, 6:3      |
| 6.  | 13. August 1978  | Indianapolis (1) | Sand          | Hank Pfister     | Jeff Borowiak Chris Lewis        | 6:3, 6:1      |
| 7.  | 18. Februar 1979 | Rancho Mirage    | Hartplatz     | Sandy Mayer      | Cliff Drysdale Bruce Manson      | 6:4, 7:6      |
| 8.  | 22. April 1979   | Houston          | Sand          | Sherwood Stewart | John Alexander Geoff Masters     | 6:1, 5:7, 6:4 |
| 9.  | 10. Juni 1979    | French Open (2)  | Sand          | Sandy Mayer      | Ross Case Phil Dent              | 6:4, 6:4, 6:4 |
| 10. | 12. August 1979  | Indianapolis (2) | Sand          | John McEnroe     | Jan Kodeš Tomáš Šmíd             | 6:4, 7:6      |
| 11. | 4. November 1979 | Köln             | Hartplatz (i) | Stan Smith       | Heinz Günthardt Pavel Složil     | 6:3, 6:4      |
| 12. | 23. März 1980    | Metz             | Hartplatz (i) | Colin Dibley     | Chris Delaney Kim Warwick        | 7:6, 7:5      |
| 13. | 18. Mai 1980     | Florenz          | Sand          | Raúl Ramírez     | Paolo Bertolucci Adriano Panatta | 6:1, 6:4      |
| 14. | 20. Juli 1980    | Boston           | Sand          | Sandy Mayer      | Hans Gildemeister Andrés Gómez   | 1:6, 6:4, 6:4 |
| 15. | 1. März 1981     | Memphis          | Teppich (i)   | Sandy Mayer      | Mike Cahill Tom Gullikson        | 7:6, 6:7, 7:6 |

#### Finalteilnahmen
| Nr. | Datum              | Turnier       | Belag       | Doppelpartner    | Finalgegner                    | Ergebnis      |
| --- | ------------------ | ------------- | ----------- | ---------------- | ------------------------------ | ------------- |
| 1.  | 20. März 1976      | Carlsbad      | Hartplatz   | Peter Fleming    | Marty Riessen Roscoe Tanner    | 6:7, 6:7      |
| 2.  | 18. April 1976     | Charlotte     | Sand        | Vitas Gerulaitis | John Newcombe Tony Roche       | 3:6, 5:7      |
| 3.  | 14. August 1977    | Columbus      | Sand        | Peter Fleming    | Bob Lutz Stan Smith            | 6:4, 5:7, 2:6 |
| 4.  | 16. April 1978     | Guadalajara   | Sand        | Sashi Menon      | Sandy Mayer Sherwood Stewart   | 6:4, 6:7, 3:6 |
| 5.  | 15. Juli 1979      | Forest Hills  | Sand        | Sandy Mayer      | Peter Fleming John McEnroe     | 7:6, 6:7, 3:6 |
| 6.  | 27. April 1980     | Las Vegas     | Hartplatz   | Wojciech Fibak   | Bob Lutz Stan Smith            | 2:6, 5:7      |
| 7.  | 27. Juli 1980      | Washington    | Sand        | Sandy Mayer      | Hans Gildemeister Andrés Gómez | 4:6, 5:7      |
| 8.  | 28. September 1980 | San Francisco | Teppich (i) | Sandy Mayer      | Peter Fleming John McEnroe     | 1:6, 4:6      |
| 9.  | 22. März 1981      | Rotterdam     | Teppich (i) | Sandy Mayer      | Fritz Buehning Ferdi Taygan    | 6:7, 6:1, 4:6 |